# Remco van der Ven
Remco van der Ven (Montfoort, 24 giugno 1975) è un ex ciclista su strada olandese, professionista dal 1998 al 2004.

## Palmarès

### Strada
- 1996 (Agu Sport, una vittoria)

Rund um den Henninger-Turm Under-23
- 1997 (Agu Sport, una vittoria)

Classifica generale Olympia's Tour
- 1998 (Agu Sport, una vittoria)

Ronde van Drenthe
- 2001 (BankGiroLoterij, una vittoria)

Ronde de Saint-Quentin

#### Altri successi
- 1996 (Agu Sport)

Criterium Ochten
- 1997 (Agu Sport)

Prologo Hessen-Rundfahrt (Francoforte sul Meno)
- 1998 (Agu Sport)

Criterium Ochten
- 1999 (TVM-Farm Frites)

Criterium Köln
Köln-Vogelsang
- 2001 (BankGiroLoterij)

Criterium Saint-Quentin
- 2003 (BankGiroLoterij)

Classifica sprint Ster Elektrotoer

## Piazzamenti

### Grandi Giri
- Vuelta a España

1999: 99º
2000: 100º

### Classiche monumento
- Giro delle Fiandre

2000: ritirato
2001: 55º
2003: ritirato
- Parigi-Roubaix

2000: fuori tempo massimo
2004: 81º

### Competizioni mondiali
- Campionati del mondo su strada

San Sebastián 1997 - In linea Under-23: 31º
Plouay 2000 - Cronometro Elite: 28º
Lisbona 2001 - Cronometro Elite: 35º